# Stars at Noon
Stars at Noon ist ein romantischer Thriller von Claire Denis, der im Mai 2022 bei den Filmfestspielen in Cannes seine Premiere feierte und am 14. Oktober 2022 in die US-Kinos kam. Der Film basiert auf dem gleichnamigen Roman des US-amerikanischen Autors Denis Johnson.

## Handlung
In Nicaragua im Jahr 1984. Ein englischer Geschäftsmann beginnt eine Romanze mit einer eigensinnigen, US-amerikanischen Journalistin. Beide sind in ein Labyrinth aus Lügen und Verschwörungen verstrickt. Um diesem zu entkommen, versuchen sie gemeinsam aus dem Land zu fliehen und machen sich auf den Weg Richtung Grenze.

## Produktion
Der Film basiert auf dem Roman The Stars at Noon von Denis Johnson aus dem Jahr 1986. Der 1949 als Sohn eines US-amerikanischen Geheimdienstoffiziers in München geborene Autor gilt  als einer der wichtigsten Schriftsteller der amerikanischen Gegenwartsliteratur.

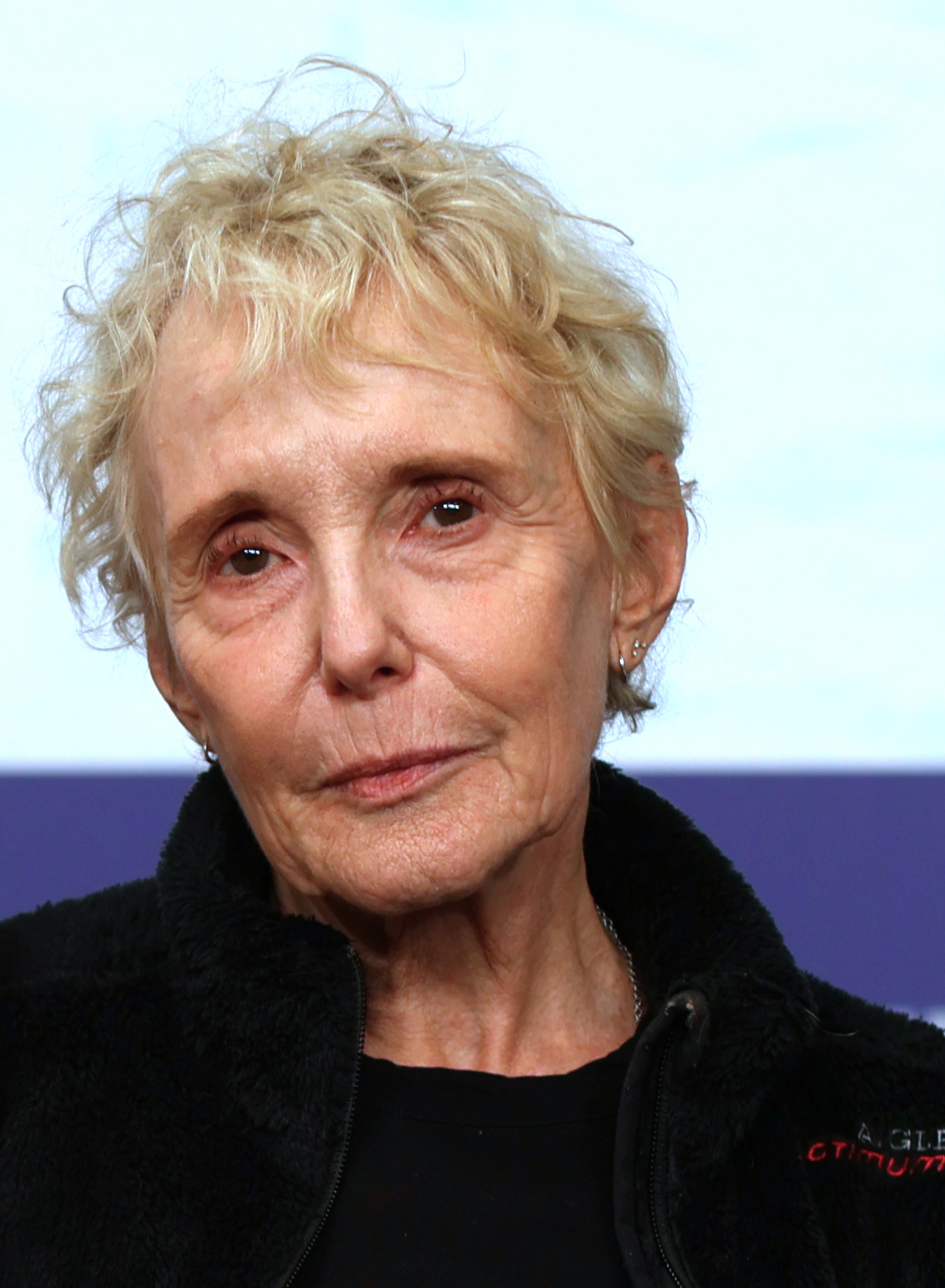
Kurz vor Stars at Noon stellte Claire Denis ihren Film Mit Liebe und Entschlossenheit bei den Filmfestspielen in Berlin vor

Regie führte Claire Denis, die gemeinsam mit Andrew Litvack und Léa Mysius auch Johnsons Roman für den Film adaptierte.
In den Hauptrollen sind die US-Amerikanerin Margaret Qualley und der Brite Joe Alwyn zu sehen. Ursprünglich war Robert Pattinson für die Rolle des englischen Geschäftsmanns vorgesehen. Weitere Rollen übernahmen Danny Ramirez, Nick Romano und Benny Safdie.
Eigentlich wollte die Regisseurin den Film in Nicaragua drehen, als jedoch Präsident Daniel Ortega wieder an die Macht kam, hielt sie dieses Vorhaben für unmoralisch. Letztlich fanden die Dreharbeiten in Panama statt und endeten im Dezember 2021. Wie bei ihrem letzten Film Mit Liebe und Entschlossenheit arbeitete Denis für Stars at Noon mit dem französischen Kameramann Éric Gautier zusammen.
Ebenso steuert die britische Rockband Tindersticks wie bei ihrem letzten Film die Musik bei. Zwischen der Band und Claire Denis besteht eine langjährige Freundschaft, und die Band war bereits bei ihren früheren Filmen an den Soundtracks beteiligt. Das Soundtrack-Album mit insgesamt 19 Musikstücken soll am 14. Oktober 2022 von Lucky Dog & City Slang als Download veröffentlicht werden.
Die Premiere erfolgte am 25. Mai 2022 bei den Filmfestspielen in Cannes. Im Juni 2022 wurde der Film beim Sydney Film Festival gezeigt. Anfang September 2022 wird er beim Festival des amerikanischen Films in Deauville vorgestellt, Ende des Monats beim Calgary International Film Festival und im Oktober 2022 beim New York Film Festival und bei „Film at Lincoln Center“. Am 14. Oktober 2022 kam der Film in die US-Kinos. Ebenfalls im Oktober 2022 wird er bei der Viennale gezeigt. Der Weltkino Filmverleih bringt den Film in Deutschland in die Kinos.

## Rezeption

### Kritiken
Von den bei Rotten Tomatoes aufgeführten Kritiken sind 63 Prozent positiv. Auf Metacritic erhielt der Film einen Metascore von 64 von 100 möglichen Punkten.
Guy Lodge von Variety, Claire Denis und die Mitautoren Léa Mysius und Andrew Litvack hätten bei der Verlegung der verworrenen Geschichte von Denis Johnson rund vier Jahrzehnte in die Zukunft politische Details ein wenig reduziert, während sie das Romantische mehr in den Vordergrund stellten, was den Film schließlich sexier mache. Denis lasse sich in Stars at Noon Zeit, besonders während der schlecht geplanten, gemeinschaftlichen Flucht von Trish und Daniel. Joe Alwyn sei in der Rolle von Denis vielleicht die ideale physische Inkarnation eines Mannes, der von Trish mit den Worten, dieser sei „so weiß, dass es ist, als würde man eine Wolke ficken“ beschrieben wird. Alwyn spiele ihn auf verlockend geheimnisvolle Weise, während Margaret Qualley Trish als eine weltliche Femme Fatale verkörpere.
Thomas Schultze von Blickpunkt:Film bemerkt, Alwyn sehe in der Rolle wie ein junger Charlie Hunnam aus, und während alle anderen in der schwülen Hitze schwitzen und den Eindruck erwecken, als könnten sie dringend eine Dusche vertragen, trage er seinen schmucken weißen Leinenanzug, der zunächst makellos sei, dann aber zusehends zerknittere und schließlich blutbefleckt ist. Seine Figur sei aber dennoch so farblos und weiß, dass sie auch von einem Stück Toast gespielt hätte werden können, so Schultze, was zunächst etwas irritierend sei, sich aber blendend in das Konzept des Films einfüge, weil er eine Leerstelle bleibe und unmöglich zu lesen.

### Auszeichnungen
Internationale Filmfestspiele von Cannes 2022
- Nominierung für die Goldene Palme (Claire Denis)
- Auszeichnung mit dem Grand Prix (Claire Denis)